# Spananthe paniculata
Spananthe paniculata là một loài thực vật có hoa trong họ Hoa tán. Loài này được Jacq. miêu tả khoa học đầu tiên năm 1791.